# Donorejo (Karang Tengah)
Donorejo is een bestuurslaag in het regentschap Demak van de provincie Midden-Java, Indonesië. Donorejo telt 6430 inwoners (volkstelling 2010).